# ŠK Veľké Úľany
ŠK Veľké Úľany (celým názvem: Športový klub Veľké Úľany) je slovenský fotbalový klub, který sídlí v obci Veľké Úľany v Trnavském kraji. Založen byl v roce 1931. Od sezóny 2017/18 působí ve II. triedě Oblastného futbalového zväzu Galanta (OFZ GA; 7. nejvyšší soutěž).
Své domácí zápasy odehrává na stadionu ŠK Veľké Úľany.

## Historické názvy
Zdroj: 
- 1931 – založení
- TJ Slovan SŠM Veľké Úľany (Telovýchovná jednota Slovan SŠM Veľké Úľany)
- 199? – ŠK Veľké Úľany (Športový klub Veľké Úľany)
- 2016 – fúze s FC Spartak Trnava „C“ ⇒ FC Horses (Football Club Horses)
- 2017 – ŠK Veľké Úľany (Športový klub Veľké Úľany)

## Umístění v jednotlivých sezonách
Stručný přehled
Zdroj: 
- 1971–1983: I. B trieda ZsFZ – sk. Jih
- 1983–1984: I. trieda ZsFZ – sk. Jih
- 1990–1991: II. trieda OFZ GA
- 1995–1997: 6. liga ZsFZ – sk. Jih
- 1995–2001: 5. liga ZsFZ – sk. D
- 2001–2002: 5. liga ZsFZ – sk. Jih
- 2013–2016: 5. liga ZsFZ – sk. Jih
- 2016–2017: 3. liga – sk. Západ
- 2017–: II. trieda OFZ GA

Jednotlivé ročníky
Zdroj: 
Legenda: Z – zápasy, V – výhry, R – remízy, P – porážky, VG – vstřelené góly, OG – obdržené góly, +/− – rozdíl skóre, B – body, červené podbarvení – sestup, zelené podbarvení – postup, fialové podbarvení – reorganizace, změna skupiny či soutěže
| Československo (1971–1993) |                            |        |                                                             |                                                             |                                                             |                                                             |                                                             |                                                             |                                                             |                                                             |        |
| Sezóny                     | Liga                       | Úroveň | Z                                                           | V                                                           | R                                                           | P                                                           | VG                                                          | OG                                                          | +/−                                                         | B                                                           | Pozice |
| 1971/72                    | I. B trieda ZsFZ – sk. Jih | 7      | 26                                                          | 12                                                          | 5                                                           | 9                                                           | 45                                                          | 36                                                          | +9                                                          | 29                                                          | 3.     |
| 1972/73                    | I. B trieda ZsFZ – sk. Jih | 7      | 25                                                          | 10                                                          | 3                                                           | 12                                                          | 43                                                          | 39                                                          | +4                                                          | 23                                                          | 10.    |
| 1973/74                    | I. B trieda ZsFZ – sk. Jih | 7      | 28                                                          | 13                                                          | 2                                                           | 13                                                          | 46                                                          | 39                                                          | +7                                                          | 28                                                          | 9.     |
| 1974/75                    | I. B trieda ZsFZ – sk. Jih | 7      | …                                                           | …                                                           | …                                                           | …                                                           | …                                                           | …                                                           | …                                                           | …                                                           |        |
| 1975/76                    | I. B trieda ZsFZ – sk. Jih | 7      | 29                                                          | 12                                                          | 4                                                           | 13                                                          | 60                                                          | 45                                                          | +15                                                         | 28                                                          | 7.     |
| 1976/77                    | I. B trieda ZsFZ – sk. Jih | 7      | 30                                                          | 15                                                          | 5                                                           | 12                                                          | 67                                                          | 53                                                          | +14                                                         | 31                                                          | 5.     |
| 1977/78                    | I. B trieda ZsFZ – sk. Jih | 6      | 30                                                          | 13                                                          | 6                                                           | 11                                                          | 66                                                          | 44                                                          | +22                                                         | 32                                                          | 6.     |
| 1978/79                    | I. B trieda ZsFZ – sk. Jih | 6      | 30                                                          | 13                                                          | 3                                                           | 14                                                          | 54                                                          | 47                                                          | +7                                                          | 29                                                          | 9.     |
| 1979/80                    | I. B trieda ZsFZ – sk. Jih | 6      | 30                                                          | 15                                                          | 4                                                           | 11                                                          | 51                                                          | 43                                                          | +8                                                          | 34                                                          | 4.     |
| 1980/81                    | I. B trieda ZsFZ – sk. Jih | 6      | 30                                                          | 11                                                          | 5                                                           | 13                                                          | 37                                                          | 54                                                          | −17                                                         | 27                                                          | 13.    |
| 1981/82                    | I. B trieda ZsFZ – sk. Jih | 6      | 30                                                          | 12                                                          | 5                                                           | 13                                                          | 36                                                          | 48                                                          | −12                                                         | 29                                                          | 13.    |
| 1982/83                    | I. B trieda ZsFZ – sk. Jih | 6      | 30                                                          | 17                                                          | 1                                                           | 12                                                          | 53                                                          | 44                                                          | +9                                                          | 35                                                          | 7.     |
| 1983/84                    | I. trieda ZsFZ – sk. Jih   | 5      | 25                                                          | 7                                                           | 3                                                           | 15                                                          | 21                                                          | 68                                                          | −47                                                         | 17                                                          | 13.    |
| …                          |                            |        |                                                             |                                                             |                                                             |                                                             |                                                             |                                                             |                                                             |                                                             |        |
| 1990/91                    | II. trieda OFZ GA          | 7      | 30                                                          | 7                                                           | 5                                                           | 18                                                          | 49                                                          | 84                                                          | −35                                                         | 19                                                          | 15.    |
| …                          |                            |        |                                                             |                                                             |                                                             |                                                             |                                                             |                                                             |                                                             |                                                             |        |
| Slovensko (1993–)          |                            |        |                                                             |                                                             |                                                             |                                                             |                                                             |                                                             |                                                             |                                                             |        |
| Sezóny                     | Liga                       | Úroveň | Z                                                           | V                                                           | R                                                           | P                                                           | VG                                                          | OG                                                          | +/−                                                         | B                                                           | Pozice |
| …                          |                            |        |                                                             |                                                             |                                                             |                                                             |                                                             |                                                             |                                                             |                                                             |        |
| 1995/96                    | 6. liga ZsFZ – sk. Jih     | 6      | 30                                                          | 10                                                          | 6                                                           | 14                                                          | 50                                                          | 60                                                          | −10                                                         | 36                                                          | 12.    |
| 1996/97                    | 6. liga ZsFZ – sk. Jih     | 6      | 30                                                          | 15                                                          | 2                                                           | 13                                                          | 57                                                          | 54                                                          | +3                                                          | 45                                                          | 7.     |
| 1997/98                    | 5. liga ZsFZ – sk. D       | 5      | 30                                                          | 12                                                          | 4                                                           | 14                                                          | 44                                                          | 57                                                          | −13                                                         | 40                                                          | 9.     |
| 1998/99                    | 5. liga ZsFZ – sk. D       | 5      | …                                                           | …                                                           | …                                                           | …                                                           | …                                                           | …                                                           | …                                                           | …                                                           |        |
| 1999/00                    | 5. liga ZsFZ – sk. D       | 5      | 30                                                          | 12                                                          | 4                                                           | 14                                                          | 30                                                          | 56                                                          | −26                                                         | 40                                                          | 9.     |
| 2000/01                    | 5. liga ZsFZ – sk. D       | 5      | …                                                           | …                                                           | …                                                           | …                                                           | …                                                           | …                                                           | …                                                           | …                                                           |        |
| 2001/02                    | 5. liga ZsFZ – sk. Jih     | 5      | 30                                                          | 12                                                          | 2                                                           | 16                                                          | 50                                                          | 65                                                          | −15                                                         | 38                                                          | 11.    |
| …                          |                            |        |                                                             |                                                             |                                                             |                                                             |                                                             |                                                             |                                                             |                                                             |        |
| 2013/14                    | 5. liga ZsFZ – sk. Jih     | 6      | 30                                                          | 5                                                           | 2                                                           | 23                                                          | 21                                                          | 77                                                          | −56                                                         | 17                                                          | 16.    |
| 2014/15                    | 5. liga ZsFZ – sk. Jih     | 5      | 30                                                          | 11                                                          | 5                                                           | 14                                                          | 33                                                          | 41                                                          | −8                                                          | 38                                                          | 10.    |
| 2015/16                    | 5. liga ZsFZ – sk. Jih     | 5      | Klub se odhlásil v průběhu sezóny, výsledky byly anulovány. | Klub se odhlásil v průběhu sezóny, výsledky byly anulovány. | Klub se odhlásil v průběhu sezóny, výsledky byly anulovány. | Klub se odhlásil v průběhu sezóny, výsledky byly anulovány. | Klub se odhlásil v průběhu sezóny, výsledky byly anulovány. | Klub se odhlásil v průběhu sezóny, výsledky byly anulovány. | Klub se odhlásil v průběhu sezóny, výsledky byly anulovány. | Klub se odhlásil v průběhu sezóny, výsledky byly anulovány. | 16.    |
| 2016/17                    | 3. liga – sk. Západ        | 3      | 36                                                          | 15                                                          | 4                                                           | 17                                                          | 54                                                          | 63                                                          | −9                                                          | 49                                                          | 11.    |
| 2017/18                    | II. trieda OFZ GA          | 7      | 30                                                          |                                                             |                                                             |                                                             |                                                             |                                                             |                                                             |                                                             |        |

Poznámky
- 2015/16: V průběhu sezóny došlo k fúzi s „céčkem“ trnavského Spartaku, po sezóně tak klubu připadla třetiligová licence.[2]
- 2016/17: V průběhu sezóny došlo k prodeji třetiligové licence klubu FK Spartak Bánovce nad Bebravou. Po sezóně se Veľké Úľany přihlásily do nejnižší fotbalové soutěže v okresu Galanta.[25]